# Медведевский сельсовет (Пермская область)
Медведевский сельсовет — упразднённая в 2004 году административно-территориальная единица в Кишертском районе, Пермского края. С 2006 года входит в состав Андреевского сельского поселения.

## Состав
Медведевский сельсовет включает 11 населенных пунктов:
Село:
- Медведево

Деревни:
- Дунино
- Нижняя Солянка
- Лягушино
- Глинки
- Пыжьяново
- Корсаки
- Ширяево
- Киселёво
- Лазарята
- Гусельниково